# Darrous
Darrous é um bairro da cidade de Teerã/Teerão no norte desta cidade. É conhecido como uma áreas  mais afluentes na cidade, é conhecida por ser tradicional e religiosa e com população abastada. apesar de viverem famílias mais abertas e modernas. 